# Zosterop crestat
El zosterop crestat (Heleia dohertyi) és un ocell de la família dels zosteròpids (Zosteropidae).
Habita els boscos de les muntanyes de illes de Sumbawa i Flores (Indonèsia), a las Petites del Sonda centrals.